# Torneo WTA de Stuttgart 2015
El Porsche Tennis Grand Prix de 2015 es un torneo de tenis jugado en canchas de arcilla bajo techo. Se trata de la 38.ª edición del Porsche Tennis Grand Prix, y fue parte de los torneos Premier de la WTA Tour de 2015. Tendrá lugar en el Porsche Arena de Stuttgart , Alemania, del 20 al 26 de abril de 2015.

## Cabezas de serie

### Individual
| Tenista             | Ranking | Preclasificada |
| María Sharápova     | 2       | 1              |
| Simona Halep        | 3       | 2              |
| Petra Kvitová       | 4       | 3              |
| Caroline Wozniacki  | 5       | 4              |
| Ana Ivanovic        | 6       | 5              |
| Eugenie Bouchard    | 7       | 6              |
| Yekaterina Makarova | 8       | 7              |
| Agnieszka Radwańska | 9       | 8              |

- Ranking del 13 de abril de 2015

### Dobles
| Tenista                              | Ranking | Preclasificada |
| Martina Hingis Sania Mirza           | 5       | 1              |
| Caroline Garcia Katarina Srebotnik   | 43      | 2              |
| Bethanie Mattek-Sands Lucie Šafářová | 49      | 3              |
| Klaudia Jans-Ignacik Andreja Klepač  | 72      | 4              |

## Campeonas

### Individuales femeninos
Angelique Kerber   venció a  Caroline Wozniacki por 3-6, 6-1, 7-5

### Dobles femenino
Bethanie Mattek-Sands /  Lucie Šafářová vencieron a  Caroline Garcia /  Katarina Srebotnik por 6-4, 6-3